# Валько
Валько — німецький автор дитячої літератури, художник і письменник. Автор циклів мальописів «Казки чарівного лісу» «Пригоди картонівців», «Кіт-лікар» та інших.

## Біографія
Валько — це літературний псевдонім. Справжнє ім'я Вальтер Кьослер (англ. Walter Kössler). Відомостей про автора небагато, однак відомо, що він вивчав друкарську справу. Опісля працював художником-ілюстратором на кіностудіях, де виготовляли мультфільми, зокрема на лондонській кіностудії імені Волта Діснея та на анімаційній кіностудії Стівена Спілберга
Свою першу книгу написав для сина.

## Творчість
- «Казки чарівного лісу»
- «Кіт-лікар»
- «Пригоди картонівців»
- «Дивовижне Різдво»
- «Загублений різдвяний лист»
- «Скарб на Бузиновому острові»
- «Злодій у лісі»
- «Зниклий капелюх»
- «По слідах велетня»

## Українські переклади
Права на видання творів Валько українською належать видавництву Рідна мова. Більшість творів Валько українською переклав Василюк Володимир. Після смерті цього перекладача перекладами творів Валько займається Зубченко Святослав.